# Меркенски район
Меркенски район (на казахски: Мерке ауданы) е съставна част на Жамбълска област, Казахстан, с обща площ 7042 км2 и население 84 676 души (по приблизителна оценка към 1 януари 2020 г.).
Административен център е село Мерке.